# Švenčionėliai
Švenčionėliai (Pools: Święciany, Jiddish: נײַ־סווענציאַן Nay Sventzionis, Duits: Neuschwintzen) een stad in Litouwen. Het ligt in de gemeente Švenčionys, onderdeel van het district Vilnius. Het ligt 10 kilometer van de Švenčionys aan de rivier de Žeimena. Švenčionėliai kreeg in 1920 stadsrechten.